# Ptecticus serranus
Ptecticus serranus är en tvåvingeart som beskrevs av Leal 1977. Ptecticus serranus ingår i släktet Ptecticus och familjen vapenflugor. Inga underarter finns listade i Catalogue of Life.